# Ernst Demele

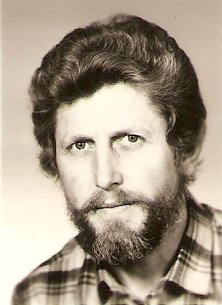
Ernst Demele (1975)

Ernst Demele (* 3. November 1940 in Jansdorf, Landkreis Zwittau in Böhmen/Sudetenland, † 10. Januar 2025) war ein deutscher Bürgerrechtler, Umweltaktivist und Bauingenieur bei der Deutschen Bahn.
Er gehörte in den 1980er-Jahren zur Opposition in der DDR. In Leipzig arbeitete er in verschiedenen Bürgerrechtsgruppen mit, die mit öffentlichen Aktionen zur Initiierung der Massenproteste von 1989 gegen die SED-Herrschaft wesentlich beigetragen haben.

## Leben

### Berufsleben
Die Familie Ernst Demeles wurde im Juni 1945 aus tschechischem Gebiet vertrieben. Es folgte die Ansiedelung in Kaisa bei Belgern in Sachsen im August 1945. Von 1947 bis 1955 besuchte Demele die Acht-Klassen-Schule. Daran schloss sich bis 1958 die Lehre zum Betriebs- und Verkehrseisenbahner an. Von 1958 bis 1961 ging Ernst Demele den Kompromiss ein, sich ersatzweise zur Transportpolizei (Trapo) zu verpflichten, wodurch er die NVA umgehen konnte. Andernfalls wäre eine Delegierung zum Studium an der Arbeiter-und-Bauern-Fakultät (ABF) nicht möglich gewesen. Von 1961 bis 1963 erlangte er an der ABF die Hochschulreife und konnte danach von 1963 bis 1968 Bauwesen an der Hochschule für Bauwesen in Leipzig studieren. Von 1969 bis 1993 arbeitete er bei der Deutschen Reichsbahn Brückenmeisterei und Reichsbahndirektion Halle (Rbd Hl). Er beteiligte sich an der Gestaltung des Reformprozesses in der Rbd Hl besonders auch im personellen Bereich, wurde zum Leiter einer Personalkommission in der Rbd Hl zur Anhörung belasteter Mitarbeiter berufen. Im Jahre 1993 trat er aus der Rbd-Personalkommission aus Protest gegen die zunehmende Missachtung der Ergebnisse der Anhörungen zurück. Ende 1993 kündigte er das Arbeitsverhältnis mit der Rbd Hl wegen des Wiedererstarkens alter Systemträger der einstigen DDR. Von 1994 bis 2005 arbeitete Demele im Eisenbahnbundesamt Außenstelle Halle (EBA Hl) als Aussenstellenleiter. Seit 2005 war er Rentner. Er hat eine Tochter und lebte zusammen mit seiner Ehepartnerin in Leipzig.

### Von Unangepasstheit zu politischem Engagement im Betrieb
Anwerbeversuche der Staatspartei SED gab es schon in der Lehrzeit, aber er erlag ihnen nie.
In der Sowjetischen Besatzungszone durfte der Vertriebene bezüglich des Schicksals seiner Familie nur von „Umsiedlung“ sprechen.
Bereits 1962 wurde Demele an der ABF wegen „nicht klassenbewussten Verhaltens“ die Exmatrikulation angedroht, doch mit Belegarbeiten in Marxismus-Leninismus bestand er die „Bewährung“. Ebenso erging es ihm 1965 an der Hochschule für Bauwesen (HfB), er verlor das Leistungsstipendium und die Erlaubnis zum Forschungsstipendium mit Promotion. In der Reichsbahndirektion Halle verweigerte Demele 1972 den Eintritt in die Kampfgruppen der Arbeiterklasse, erhielt eine Vorladung zum SED-Parteisekretär, wo er sich im Beisein des Kampfgruppenkommandeurs eine halbe Stunde lang beschimpfen lassen musste, unter anderem als „das übelste Subjekt, das ihm je begegnet sei“. Sofort danach wurde er unter dem Vorwand vermeintlicher „Überlastung“ ohne Mitwirkung der Gewerkschaftsgruppe seines Amtes als Gewerkschaftsvertrauensmann enthoben.
Im Betrieb ohnehin zur Unperson stigmatisiert, prangerte er fortan bei Arbeitsbesprechungen u. a. die Teilnahme von SED-Parteischulungen während der Arbeitszeit an, verweigerte den Eintritt in die Zivilverteidigung, die Teilnahme an „Schulen der sozialistischen Arbeit“ oder die Abordnung zum Berlinaufgebot.
Seine Anfrage bei großer Belegschaftsversammlung, weshalb die Wahl von Parteilosen (Nicht-SED-Mitgliedern) zu Gewerkschaftsvertrauensleuten wiederholt abgelehnt worden sei, erhielt er die öffentliche Antwort: Es sei rechtens und habe mit Solidarność nichts zu tun.
In den 80er Jahren sammelte Demele im Betrieb für die Aktion „Eine Mark für Espenhain“ und gründete eine Gruppe zur Veränderung der Zustände im Land und im Betrieb.
Seit Frühjahr 1989 trug Demele einen Aufkleber des westdeutschen Künstlers Klaus Staeck: „Luft entschwefeln – Politik entschwafeln!“ Im Herbst ’89 richtete Ernst Demele einen Offenen Brief an den Präsidenten der Reichsbahndirektion Halle mit Aufruf zu Reformen im Betrieb unter der Überschrift „Auf der Straße ist Revolution und im Betrieb bauen wir noch den Sozialismus auf“.
Seine Beiträge an den Wandzeitungen forderten notwendige Reformen im Betrieb, beispielsweise die Abschaffung der Betriebsparteiorganisation, der Politabteilung, überhaupt aller nichtfachlichen Struktureinheiten.

### Politisches Engagement außerhalb des Betriebes
Seit Anfang der 70er Jahre verweigerte Demele die Teilnahme an den sogenannten „Wahlen“ der Blockparteien unter SED-Herrschaft, auch die aufdringlichen Haus-Besuche der Wahlhelfer gegen Ende des Wahltages verführten ihn nicht zur Inkonsequenz.
Im Jahre 1982 nahm er mit seiner zehnjährigen Tochter an der staatlichen Demonstration gegen den NATO-Doppelbeschluss mit eigenem Transparent teil: „Niemals Waffen – Frieden schaffen!“ Am Denkmal wurde es ihm entrissen und Sicherheitskräfte griffen ihn tätlich an. Er floh in Sorge um seine Tochter.
Ab Anfang der 80er nahm er wieder an „Wahlen“ teil, erfragte aber demonstrativ im Wahllokal, wie eine gültige Nein-Stimme abgegeben werden könne (dies war sehr vielen DDR-Bürgern nicht bekannt).

### Mitarbeit in subversiven Gruppen bis zur Revolution 1989
Als gläubig würde sich der Katholik nicht bezeichnen, doch bemerkt er: „Aber ich habe die Kirche immer respektiert als moralische Instanz, die den Menschen Halt gibt.“
Rückblickend sagt Demele: „1987 fühlte ich, ich muss jetzt mehr tun und die Kirche – die evangelische – hatte einen gewissen Freiraum, den man dafür nutzen konnte.“ So suchte er Anschluss an die evangelische Kirche und fand 1987 die Arbeitsgruppe Friedensdienst (AGF) und 1988 auch die Initiativgruppe Leben (IGL).
Er nahm an fast allen Besprechungen der AGF teil, wirkte an der Vorbereitung und Durchführung von Friedensgebeten mit. Für die Arbeitsgruppe Friedensdienst recherchierte er zum Vergleich der Militärdoktrinen von NATO und Warschauer Vertrag. Mangels Zugänglichkeit eines Exemplars des Warschauer Vertrages richtete er Schreiben an das Ministerium für Nationale Verteidigung. Ablehnung und Verweis auf zugängliche Medienkommentare der DDR folgten sowie das Angebot eines Gesprächs im Wehrkommando Süd in Leipzig mit einem General.
Seit 1988 arbeitet Demele auch aktiv in der Initiativgruppe Leben (IGL) mit, bietet illegale Führung des ZDF-Kamerateams bzw. für Siegbert Schefke an brisante Stationen in Leipzig, stellt sein Telefon für Gruppenzwecke bereit, vermittelt Kontakte zu bundesdeutscher und ausländischer Journalisten per Telefon.
Im Jahre 1989 beteiligt sich Demele an der Vorbereitung des Pleiße-Gedenk-Umzugs. Seine Teilnahme kann von staatlicher Seite jedoch verhindert werden, indem ein „betrieblicher Einsatz wegen angeblicher Brückengefährdung und mangelnder Tragfähigkeit“ vorgetäuscht wird.
Innerhalb der Initiativgruppe Leben übernimmt Ernst Demele die Leitung der Umweltgruppe.
Er nimmt am statt Kirchentag in der Lukasgemeinde teil, danach an der Abschlussveranstaltung des Sächsischen Kirchentags auf der Rennbahn und der von dort ausgehenden Demonstration gegen das von der SED begrüßte Massaker auf dem Platz des Himmlischen Friedens in Peking und für demokratische Veränderungen in der DDR.
Er nimmt an der Demonstration am 7. Oktober 1989 auf der Grimmaischen Straße und abends zwischen Hauptbahnhof und Fußgängerüberführung teil, an der entscheidenden Montagsdemonstration vom 9. Oktober 1989 und an allen weiteren Montagsdemonstrationen.
Er wirkt an der Besetzung des Ministeriums für Staatssicherheit (MfS) in der Gustav-Mahler-Straße mit. Er beteiligt sich an der Gründung des Neuen Forums in Leipzig.
Das MfS eröffnete wegen seines subversiven Engagements einen Operativen Vorgang, den OV „Statik“ bei der Bezirksdirektion Halle der Staatssicherheit (Eröffnung 1988 OV „Statik“ Reg.-Nr. VIII 2522/ 88 unvollständig erhalten).

„Für Leipzig war das Gute, dass Herr Wonneberger von Dresden nach Leipzig kam und eine Einrichtung aufmachte, in der sich rhythmisch politisch betätigt wurde. Dafür hat sich dann der Name Friedensgebet gefunden. Und da kamen auch die Ausreiseantragsteller hin. Da brauchten sie niemanden einzuladen. Jeder wusste: Montag 17:00 Uhr in der Nikolaikirche. Diese Ausreisewilligen haben Wucht und Masse reingebracht. Für die war Öffentlichkeit das Entscheidende. Die nahmen auch eine Inhaftierung in Kauf, weil sie dann eventuell freigekauft wurden. Eines Tages ist es dann geglückt, auf die Straße zu gehen und zu demonstrieren. Das war toll. Da waren plötzlich ein paar Tausend auf der Straße und dann wurden es von Montag zu Montag mehr.“

Ernst Demele gehörte nicht zu den Bürgerrechtlern, denen nachgesagt werden darf, sie hätten angeblich eine bessere DDR gewollt. Er sagte entschieden: „Ich wollte die Vereinigung mit der Bundesrepublik so schnell wie möglich.“

### Wirken seit der Einheit Deutschlands
Demele war 1990 Gründungsmitglied des Vereins für ökologisches Bauen (gemeinnützig), Vorstandsmitglied und bis 2003 zehn Jahre Vorstandsvorsitzender.
Er war Arbeitgeber für bis zu 18 Personen in öffentlich geförderten Arbeitsbeschaffungsmaßnahmen (ABM), die als Startbasis zum Einstieg in ein Arbeitsverhältnis der freien Wirtschaft dienten.
Er organisierte 1990 eine deutsch-deutsche (West-Ost) Demonstration gegen die Stationierung von Atomraketen (die auch auf Leipzig gerichtet waren) in Großengstingen mit.
Ernst Demele wurde 1990 berufen als Bürger der Öffentlichkeit in eine Personalkommission an der Universität Leipzig zur Anhörung politisch belasteter Mitarbeiter.
Er war aktiv Mitglied im Bürgerkomitee Leipzig (Runde Ecke) e.V., engagiert sich als Zeitzeuge, Museumsführer, Stadtführer auf den Spuren der Revolution, wirkt mit im Archiv Bürgerbewegung Leipzig e.V., im Umweltverein Ökolöwe Leipzig, im Förderverein Notenspur Leipzig sowie im Allgemeinen Deutschen Fahrrad-Club.